# Let Love Be Your Energy (Robbie Williams-dal)
A Let Love Be Your Energy című kislemez Robbie Williams brit popénekes kislemeze, amely 2001-ben jelent meg Angliában az énekes Sing When You’re Winning című albumának negyedik kislemezeként.

## Videóklip
A dal videóklipje egy rajzfilm, amelyet a londoni Passion Pictures stúdió készített. A 4 p 8 mp hosszú filmben Williams egyfolytában rohan erdőn, városon, tengeren keresztül és keresi a szerelmet.
| #        | Kiadó cég | Ország | Formátum    | Megjelent         | Produkciós cég   | Rendező   | Producer                    | Kiadó                         | Design    |
| -------- | --------- | ------ | ----------- | ----------------- | ---------------- | --------- | --------------------------- | ----------------------------- | --------- |
| 1 verzió | EMI       | UK     | zenei video | 2001. február 26. | Passion Pictures | Olly Reid | Ed Bignell, Andrew Ruhemann | Kevan O'Brien, Nigel Karikari | Olly Reid |

## Formátumok és tracklista
Egyesült Királyság CD (Megjelent: 2001. április 9.)
1. Let Love Be Your Energy – 4:57
2. My Way [élő] – 4:32
3. Rolling Stone – 3:30
4. My Way [élő felvétel] – 4:32

Ausztrália CD (Megjelent: 2001. június 10.)
1. Let Love Be Your Energy – 4:57
2. Eternity – 5:00
3. Toxic – 3:51
4. Rolling Stone – 3:30

## Sikerek
A dal nem volt olyan sikeres, mint az album többi kislemeze, de az Egyesült Királyságban be tudott kerülni a Top 10-be, több országban pedig (Ausztráliában, Ausztriában, Hollandiában, Írországban, Új-Zélandon, Svájcban) a legjobb 60 kislemez közé. A kislemez az Amerikai Egyesült Államokban nem jelent meg.

### Helyezések
| Slágerlista (2001)                  | Legmagasabb helyezés |
| ----------------------------------- | -------------------- |
| Ausztrália kislemez listája         | 53                   |
| Ausztria kislemez listája           | 54                   |
| Hollandia kislemez listája          | 55                   |
| Németország kislemez listája        | 68                   |
| Írország kislemez listája           | 26                   |
| Új-Zéland kislemez listája          | 11                   |
| Svájc kislemez listája              | 56                   |
| Egyesült Királyság kislemez listája | 10                   |